# 库部司
库部司，兵部官署名称。
魏晋南北朝始置库部郎曹，长官为库部郎（库部郎中），隶属度支尚书，掌管军械制造、保管。北魏前期设库部尚书，直属尚书省。南朝隶属都官曹（都官尚书），兼领武库署。北魏后期和北齐隶属度支曹（度支尚书）。麴氏高昌八部有库部，正副官员为库部长史、库部司马。
隋朝改为库部司，为兵部四司，设库部侍郎、库部员外郎。大业三年（607年），正副官员改为库部郎、库部承务郎。唐朝武德三年（620年）恢复库部郎中、库部员外郎的旧名。库部郎中从五品上，库部员外郎从六品上。管理军械装备、卤簿仪仗制造、修缮、保管。龙朔二年（662年）改为司库司，正副官员改为司库大夫、司库员外郎。咸亨元年（670年），恢复司库司的旧名。天宝十一载（752年）改为司库司，正副官员改为司库郎中、司库员外郎。至德二载（757年），恢复库部司的旧名。五代十国沿置，北宋初年，设判库部事一员，以无职事朝官担任，库部郎中为五品寄禄官，库部员外郎为六品寄禄官。元丰改制设库部郎中从六品、库部员外郎正七品，元祐初年以职方司兼领，南宋以驾部司、兵部郎官兼任。金朝、元朝兵部不分司。
明朝洪武十三年（1380年）设库部，设郎中一员、员外郎一员、主事一员，洪武二十九年（1396年）改为武库清吏司。